# F. Kirchhoff
Die F. Kirchhoff GmbH ist eine Unternehmensgruppe deutscher Bauunternehmen mit Sitz in Leinfelden-Echterdingen und ein Tochterunternehmen der STRABAG SE. Das Unternehmen beherbergt die Geschäftsbereiche Verkehrswegebau, Hoch- und Ingenieurbau, Rohstoffgewinnung sowie Rohstoffveredelung.

## Geschichte
Franz Kirchhoff gründete 1925 das Unternehmen als selbständige Gesellschaft. Ab Mai 1927 firmierte das Unternehmen als F. Kirchhoff Asphalt-Teerstraßenbau. Im September 1963 starb Kirchhoff und der Betrieb wandelte sich vom Einzelunternehmen zur Kapitalgesellschaft. Ende der 1970er verschlechterte sich die Lage im Straßenbau, deshalb musste sich das Unternehmen neu ausrichten. Mit der Kirchhoff-Gruppe wurde die Grundlage für die Neustrukturierung geschaffen.
Am 1. Januar 2008 stieg der österreichische Baukonzern STRABAG SE rückwirkend bei der F. Kirchhoff AG ein. STRABAG hält nun 85 % der Anteile an der Gesellschaft, die Familie Kirchhoff ist jedoch weiterhin mit 15 % beteiligt. Im Jahr 2011 wurde die Rechtsform von der Aktiengesellschaft zur GmbH geändert. Seit dem 1. Januar 2015 firmiert F.Kirchhoff unter der Marke STRABAG.

## F. Kirchhoff Straßenbau GmbH
Innerhalb der Kirchhoff-Gruppe ist die F. Kirchhoff Straßenbau GmbH mit ca. 400 Mitarbeitern das größte Einzelunternehmen. Mit ca. 120 Mio. EUR Umsatz ist das Unternehmen eines der führenden Straßenbauunternehmen Baden-Württembergs und der neuen Bundesländer. Das Unternehmen ist spezialisiert auf Autobahnbau.